# Uschi Glas
Helga Ursula Glas, también conocida como Uschi Glas (Landau an der Isar; 2 de marzo de 1944), es una actriz y cantante alemana. Es una de las más conocidas actrices de Alemania.

## Biografía

### Primeros años
Nació el 2 de marzo de 1944 en Landau an der Isar y creció como la hija menor con tres hermanos mayores. Su padre fue el jefe de departamento en una compañía de automóviles. Desde pequeña soñaba con ser actriz. Después de graduarse de la escuela secundaria en 1960, Uschi, que así era su apodo, consiguió su primer trabajo como contable en Dingolfing. Sin embargo la vida cotidiana en la oficina no era para la joven que soñaba con una carrera como actriz.

### Carrera
En 1964 abandonó su ciudad y se trasladó a Múnich, donde inicialmente trabajó como secretaria en un bufete de abogados. Luego trabajó en una empresa de transporte. Durante es periodo estableció allí contacto con el mundo de actores. Por una afortunada coincidencia, en 1965 consiguió así un pequeño papel en la película de Edgar Wallace Der unheimliche Mönch. Horst Wendlandt, su descubridor, le ofreció entonces un contrato de 7 años (2 años de formación seguidos de una opción de 5 años). Tomó lecciones de actuación con Annemarie Hanschke, lecciones de baile. Terminó luego su formación en Inglaterra para tomar lecciones. Más tarde Glas interpretó su primer papel protagonista en 1966 como la india Apanatschi en la adaptación de Karl May Winnetou y el mestizo Apanatschi. A esto le siguieron papeles en la comedia musical Das große Glück (1967) y la película de Edgar Wallace Der Mönch mit der Peitsche (1967).
El gran avance en la carrera de Glas se produjo en 1968 con un papel principal en Zur Sache, Schätzchen. La comedia sobre un joven ladrón de Múnich y su novia fue una de las primeras películas alemanas que abordó la actitud ante la vida de los jóvenes en vísperas de los disturbios de 1968. Fue un gran éxito de taquilla y ganó dos premios del cine alemán; Glas recibió por su papel una nominación al Premio de Cine a la Mejor Actriz. Ese mismo año se mostró otra vez antiautoritaria en la exitosa comedia universitaria Die Lümmel von der ersten Bank con Hansi Kraus y Theo Lingen. Finalmente, con el thriller policial de Edgar Wallace Der Gorilla von Soho (1968), Glas consiguió en pocos meses su tercer éxito de taquilla.
En los años siguientes, Glas fue vista en una variedad de papeles principales y secundarios. Sólo en 1971, apareció en nueve películas. En esta época actuó principalmente en comedias como Hurra, unsere Eltern sind nicht da (1970), Wir hau'n den Hauswirt in die Pfanne (1971) y Ich Denk', mich gekettende a Pferd (1975), así como en películas policiales como Die Tote aus der Themse (1971)  Der Killer und der Kommissar (1972), y Das Rätsel des silbernen Halbmonds (1972). Entre 1970 y 1974 trabajó también como cantante pop, colaborando entre otros con el productor Giorgio Moroder. Además, apareció regularmente en el escenario del teatro en exitosas producciones de obras de bulevar. Gracias a sus éxitos en el cine, el teatro y la música, se convirtió rápidamente en una favorita del público y un ídolo adolescente: los lectores de la revista juvenil "Bravo" le otorgaron el "Bravo Otto" diez veces entre 1967 y 1977.
A partir de la segunda mitad de la década de 1970, Uschi Glas trabajó cada vez más para la televisión. De 1977 a 1988 interpretó el papel principal de la esposa de un policía de buen corazón y un poco ingenuo en la popular serie Polizeiinspektion 1. Otro gran éxito fue la serie Nuestros años más bellos (1983-1985) con Elmar Wepper, que contaba la historia de la cambiante relación de una pareja de Múnich. También junto a Wepper interpretó el papel principal en la serie Zwei Münchner in Hamburg de 1989 a 1993, por la que fue galardonada con el premio de cine austriaco "Romy" en dos ocasiones (1990, 1992). Glas recibió otro "Romy" por su papel protagonista como operadora de hotel en la serie Ein Schloß am Wörthersee (1992/93). Entre sus otros grandes éxitos en series se incluyen Anna Maria - Eine Frau geht ihren Weg (1994-1997), en la que interpretó a una combativa propietaria de una fábrica de grava, Sylvia - Eine Klasse für sich (1998-2000), que mostró a Glas como una popular profesora de secundaria, y Zwei am großen See (2003-2006), en la que interpretó a una heredera de un hotel junto a Ruth Drexel. Mientras tanto, Glas volvió a estar activa como actriz de teatro y cantante: en 2002 lanzó el álbum Uschi Glas canta las más bellas canciones navideñas, y en 2003 el álbum Sol, luna y estrellas - Uschi Glas canta las más bellas canciones alemanas. En 2004 publicó su autobiografía titulada Con una sonrisa - Mi vida.
Además de la serie de televisión que la convirtió en la actriz más popular de la televisión alemana durante años, Glas también apareció con mayor frecuencia en películas para televisión desde mediados de la década de 1990 en adelante. Entre sus obras más importantes se encuentran el thriller de Stefan Krohmer Die Erpressung – Ein teuflischer Pakt (2001), sobre un fiscal que debe investigar el asesinato de un policía; la comedia Drei unter einer Decke (2003), en la que interpretó a la estresante jefa de cocina de un pub bávaro; el melodrama Alles Glück dieser Erde (2003) junto a Maximilian Schell; y las películas de origen moderno Wieder daheim (2008) y Für immer daheim (2011), sobre un banquero de inversiones de Wall Street que regresa a su tierra natal, la Alta Baviera.
En 2013, Glas apareció en la pantalla grande en el éxito de taquilla Fack ju Göhte, donde interpretó a una profesora quemada y con tendencias de suicidiodesesperadamente exasperada. También asumió este papel en las secuelas Fack ju Göhte 2 (2015) y Fack ju Göhte 3 (2017). Las tres pelícuals fueron las más exitosas de esos tres años, lo que la convirtió en la persona que participó en las 10 de las 100 películas más exitosas entre 1966 y 2017.
Después de una pequeña aparición en el cine en la comedia de bar de Múnich Schmucklos (2019), Glas tuvo un papel importante en la televisión en la comedia Club der einsamen Herzen (2019): junto a Jutta Speidel y Hannelore Elsner (en uno de sus últimos papeles), interpretó a una de tres viejas amigas de la infancia que quieren abrir juntas un café de baile. Pero Uschi Glas también siguió siendo visible en la gran pantalla: la película infantil Max und die Wilde 7 (2020) la mostró en un papel protagonista como una alegre anciana que se lanza a la caza de ladrones junto con un niño pequeño y otros dos jubilados. También asumió este papel en la secuela, que se ha estrenado en 2024.

### Actividad social
A lo largo de sus casi 50 años de carrera, Uschi Glas, comprometida también con cuestiones sociales y ha sido distinguida al respecto con numerosos premios: entre otros, ha recibido la Orden del Mérito de Baviera (1992), un premio honorífico en los Premios de Televisión de Baviera en 1995, la Cruz Federal del Mérito de 1.ª clase y la Cruz Austriaca de Honor para la Ciencia y el Arte (ambas en 1998), así como la Medalla Estatal de Baviera al Mérito Social (2011).
En 2009 fundó además con su marido brotZeit e.V., empresa de la que hoy en día sigue siendo miembro de su junta directiva. La asociación organiza diariamente desayunos escolares gratuitos para más de 10.000 niños de escuelas primarias y especiales que vienen a clase sin desayunar ni merienda. Gracias a ello, en 2016, recibió en Múnich el Premio Coraje al compromiso social por su asociación en BrotZeit. En 2017, Glas fue nombrada embajadora de la Baja Baviera.
Adicionalmente, Uschi Glas participa activamente en la lucha contra el cáncer de la sangre desde hace muchos años y apoya al Centro Alemán de Donación de Médula Ósea tanto económicamente como con trabajo voluntario. Finalmente, Glas también participó en el equipo de fútbol benéfico de Augsburgo Datschiburger Kickers, que se dedica a recaudar fondos para causas benéficas.

### Vida privada
Uschi Glas estuvo casada dos veces. Su primer marido fue el productor de televisión Bernhard Tewaag, con el que tuvo tres hijos, Benjamin Alexander y Julia. Estuvo casada con él entre 1981 y 2003. El 23 de febrero de 2003 se divorció de él. Luego, el 22 de octubre de 2005, se casó con Dieter Hermann, con el que continúa estando casada hasta el presente.

## Filmografía (Selección)

### Películas
| Año  | Película                                         | Papel                 | Notas     |
| ---- | ------------------------------------------------ | --------------------- | --------- |
| 1965 | Der unheimliche Mönch                            | Mary                  |           |
| 1966 | Winnetou und das Halbblut Apanatschi             | Apanatschi            |           |
| 1967 | Der Mönch mit der Peitsche                       | Ann Portland          |           |
| 1967 | Das große Glück                                  | Lilo                  |           |
| 1968 | Zur Sache, Schätzchen                            | Barbara               |           |
| 1968 | Der Turm der verbotenen Liebe                    | Blanche du Bois       |           |
| 1968 | Der Gorilla von Soho                             | Susan McPherson       |           |
| 1968 | Die Lümmel von der ersten Bank                   | Marion Nietnagel      |           |
| 1968 | Immer Ärger mit den Paukern                      | Dagmar Modeschülerin  |           |
| 1969 | Der Kerl liebt mich - und das soll ich glauben?  | Tony                  |           |
| 1969 | Hilfe - ich liebe Zwillinge                      | Hanna, Renate         |           |
| 1970 | Hurra, unsere Eltern sind nicht da               | Studentin Irene       |           |
| 1970 | Die Weibchen                                     | Eve                   |           |
| 1970 | Wir hau'n die Pauker in die Pfanne               | Marion Nietnagel      |           |
| 1970 | Die Feuerzangenbowle                             | Eva Knauer            |           |
| 1970 | Nachbarn sind zum Ärgern da                      | Gaby Bergmann         |           |
| 1971 | Wenn mein Schätzchen auf die Pauke haut          | Felicitas Bercellus   |           |
| 1970 | Wer zuletzt lacht, lacht am besten               | Sabine Frobenius      |           |
| 1971 | Hochwürden drückt ein Auge zu                    | Barbara Jansen        |           |
| 1971 | Die Tote aus der Themse                          | Danny Ferguson        |           |
| 1971 | Black Beauty                                     | Marie                 |           |
| 1971 | Wir hau'n den Hauswirt in die Pfanne             | Moni                  |           |
| 1971 | Hilfe, die Verwandten kommen                     | Ingrid                |           |
| 1971 | Verliebte Ferien in Tirol                        | Dr. Karin Rothe       |           |
| 1972 | Das Rätsel des silbernen Halbmonds               | Giulia Torresi        |           |
| 1972 | Trubel um Trixie                                 | Trixie Schneider      |           |
| 1972 | Mensch ärgere dich nicht                         | Ulla Wendt            |           |
| 1972 | Die lustigen Vier von der Tankstelle             | Gaby                  |           |
| 1975 | Ich denk' mich tritt ein Pferd                   | Marianne Neuhaus      |           |
| 1977 | Waldrausch                                       | Fürstin               |           |
| 1978 | Die blaue Maus                                   | Susi                  |           |
| 1979 | Appartment für drei                              | Lee                   |           |
| 1980 | Pygmalion                                        | Sra. Hill             | Telefilme |
| 1983 | Nie wieder Mary                                  | Mary McKellaway       | Telefilme |
| 1984 | Mama Mia. Nur keine Panik                        | Conny                 |           |
| 1993 | Tierärztin Christine                             | Dr. Christine Nemes   | Telefilme |
| 1995 | Tierärztin Christine II: Die Versuchung          | Dr. Christine Nemes   | Telefilme |
| 1996 | Blutige Rache                                    | Johanna Hohenberg     | Telefilme |
| 1996 | 60 Minuten Todesangst                            | Johanna Hohenberg     | Telefilme |
| 1997 | Fröhliche Chaoten                                | Dr. Bettine Hofer     | Telefilme |
| 1998 | Tierärztin Christine III: Abenteuer in Südafrika | Dr. Christine Nemes   | Telefilme |
| 1999 | Heimlicher Tanz                                  | Helen Erbach          | Telefilme |
| 2001 | Die Erpressung - Ein teuflischer Pakt            | Susanne Kramer        | Telefilme |
| 2013 | Fack Ju Göhte                                    | Ingrid Leimbach Knorr |           |
| 2015 | Fack Ju Göhte 2                                  | Ingrid Leimbach Knorr |           |
| 2017 | Fack Ju Göhte 3                                  | Ingrid Leimbach Knorr |           |
| 2019 | Schmucklos                                       | Ilona Heinl           |           |
| 2020 | Max und die Wilde 7                              | Vera Hasselberg       |           |
| 2023 | Max und die Wilde 7: Die Geister-Oma             | Vera Hasselberg       |           |

### Series
| Años      | Título                                | Personaje                      | Notas        |
| --------- | ------------------------------------- | ------------------------------ | ------------ |
| 1977-1988 | Polizeiinspektion 1                   | Ilona Heinl                    | 45 episodios |
| 1983-1985 | Unsere schönsten Jahre                | Alfie Sommer/ Elfi Ortlieb     | 12 episodios |
| 1989-1993 | Zwei Münchner in Hamburg              | Julia Sagerer/ Julia Heininger | 37 episodios |
| 1992-1993 | Ein Schloß am Wörthersee              | Elke Berger                    | 11 episodios |
| 1994-1997 | Anna Maria - Eine Frau geht ihren Weg | Anna Maria Seeberger           | 34 episodios |
| 1998-2000 | Sylvia - Eine Klasse für sich         | Sylvia Waldmann                | 27 episodios |